# Championnat de France des rallyes 1993
Navigation
Édition précédente Édition suivante
Le Championnat de France des rallyes 1993 a été remporté par Bernard Béguin au volant d'une Ford Escort RS Cosworth. Il remporte ainsi son quatrième titre, le troisième consécutif au volant d'une Ford. Il devient alors le premier pilote à remporter quatre titres.

## Réglementation du championnat
voici quelques points principaux de la réglementation :
- Barème des points :

Les points sont attribués au scratch, au groupe et à la classe selon le système suivant :
| Place   | 1er | 2e | 3e | 4e | 5e | 6e |
| ------- | --- | -- | -- | -- | -- | -- |
| Général | 9   | 6  | 4  | 3  | 2  | 1  |
| Groupe  | 6   | 4  | 3  | 2  | 1  |    |
| Classe  | 5   | 3  | 2  | 1  |    |    |

Seuls les huit meilleurs résultats sont retenus. 
- Véhicules admis :

Autos conformes à la réglementation technique en cours des groupes A et N. Les autos caduques (FA, FN, et N) roulent dans un national de doublure.

## Rallyes de la saison 1993
| N° | Dates                   | Rallye                 | Vainqueur           | Copilote           | Voiture                   |
| 1  | 3 avril-4 avril         | Rallye Grasse-Alpin    | Pierre-César Baroni | Denis Giraudet     | Lancia Delta HF Integrale |
| 2  | 2 mai-4 mai             | Tour de Corse          | François Delecour   | Daniel Grataloup   | Ford Escort RS Cosworth   |
| 3  | 27 mai-30 mai           | Rallye d'Antibes       | Pierre-César Baroni | Denis Giraudet     | Lancia Delta HF Integrale |
| 4  | 12 juin-13 juin         | Rallye Alsace-Vosges   | Bernard Béguin      | Jean-Paul Chiaroni | Ford Escort RS Cosworth   |
| 5  | 24 juin-25 juin         | Ronde Cévenole         | Bernard Béguin      | Jean-Paul Chiaroni | Ford Escort RS Cosworth   |
| 6  | 17 juillet-18 juillet   | Rallye du Rouergue     | Bernard Béguin      | Jean-Paul Chiaroni | Ford Escort RS Cosworth   |
| 7  | 4 septembre-5 septembre | Rallye du Mont-Blanc   | Philippe Bugalski   | Thierry Renaud     | Lancia Delta HF Integrale |
| 8  | 9 octobre-10 octobre    | Rallye du Limousin     | Bernard Béguin      | Jean-Paul Chiaroni | Ford Escort RS Cosworth   |
| 9  | 23 octobre-24 octobre   | Rallye du Touquet      | Sylvain Polo        | "Slo"              | Lancia Delta HF Integrale |
| 10 | 30 octobre-31 octobre   | Critérium des Cévennes | Bernard Béguin      | Jean-Paul Chiaroni | Ford Escort RS Cosworth   |
| 11 | 27 novembre-28 novembre | Rallye du Var          | Pierre-César Baroni | Albert Neyron      | Lancia Delta HF Integrale |

## Classement du championnat
| Place | Pilote              | Voiture                       | 1   | 2   | 3   | 4   | 5   | 6   | 7   | 8   | 9   | 10  | 11  | Points |
| 1er   | Bernard Béguin      | Ford Escort RS Cosworth       | 2e  | 6e  | 3e  | 1er | 1er | 1er |     | 1er |     | 1er |     | 128    |
| 2e    | Serge Jordan        | Renault Clio Williams Gr N    | 11e | 11e | ab  | 9e  | ab  | ab  | 7e  | 7e  | 13e | 10e | 12e | 86     |
| 3e    | Sylvain Polo        | Ford Escort RS Cosworth Gr N  | ab  |     | 8e  | 7e  | 8e  | ab  |     |     |     |     |     | 78     |
| 3e    | Sylvain Polo        | Lancia Delta HF Integrale     |     |     |     |     |     |     | 3e  | ab  | 1er |     | 2e  | 78     |
| 4e    | Jean Ragnotti       | Renault Clio Williams         | 4e  | 8e  | 4e  | 6e  | 6e  | 7e  | 6e  | ab  |     | 2e  | 4e  | 74     |
| 5e    | Yves Loubet         | Toyota Celica 4WD             | 3e  | ab  | ab  |     |     |     |     |     |     |     |     | 65     |
| 5e    | Yves Loubet         | Ford Sierra Cosworth 4x4      |     |     |     |     | 4e  | 2e  | 5e  |     |     |     |     | 65     |
| 5e    | Yves Loubet         | Lancia Delta HF Intégrale 16v |     |     |     |     |     |     |     | 2e  | 3e  |     |     | 65     |
| 6e    | Philippe Bugalski   | Lancia Delta HF Integrale 16v | ab  |     | ab  | 5e  | 2e  | ab  | 1er |     |     |     |     | 64     |
| 6e    | Philippe Bugalski   | Renault Clio Williams         |     |     |     |     |     |     |     | 4e  | 2e  |     |     | 64     |
| 7e    | Pierre-César Baroni | Lancia Delta HF Integrale     | 1er |     | 1er |     |     | F   |     | ab  |     |     | 1er | 60     |
| 8e    | Alain Oreille       | Renault Clio Williams         | 6e  | 9e  | 5e  | ab  | 7e  | ab  | 5e  | ab  | 7e  |     |     | 41     |
| 9e    | Gilles Panizzi      | Peugeot 106 XSI               |     | ab  | 11e |     | 12e | 6e  |     | 8e  |     |     |     | 37     |
| 9e    | Gilles Panizzi      | Lancia Delta HF Integrale     |     |     |     |     |     |     |     |     | 4e  |     | 3e  | 37     |
| 10e   | Jacky Marché        | Ford Sierra Cosworth 4x4 Gr N |     |     |     |     |     | 11e | 10e | 13e | 20e |     |     | 35     |

### Autres championnats/coupes sur asphaltes
Championnat de France des rallyes 2e Division : 
1er Jacques Tasso sur Ford Escort RS Cosworth Gr N 
Volant Peugeot 309 GTI : 1er Fabien Doenlen
Challenge Citroën AX GTI : 1er Michel Boetti
Trophée Citroën ZX : 1er Lionel Didierlaurent
Trofeo Fiat Cinquecento : 1er Benoît Duchêne
Classement féminin (coupe des Dames): Marinette LANGLAIS- Joelle PALACIO